# Tiarna Molloy
Pour les articles homonymes, voir Molloy (homonymie).
Pas d'image ? Cliquez ici

a Compétitions nationales et continentales officielles uniquement.

b Matchs officiels uniquement.
Dernière mise à jour le 12 avril 2025.
Tiarna Molloy, née le 8 novembre 1998 à Inverell (Australie), est une joueuse internationale australienne de rugby à XV évoluant au poste de talonneuse.

## Biographie
Tiarna Molloy naît le 8 novembre 1998 à Inverell en Australie. Elle joue en 2024 au club du Inverell Rugby Club.
Elle a, à la fin de l'été 2024, trois sélections en équipe d'Australie quand elle est retenue pour le WXV 2 en Afrique du Sud.

## Palmarès

### En franchise
- Finaliste du Super Rugby Women's en 2025.

### En équipe nationale
- Vainqueur du WXV 2 en 2024.